# Okrožje Võru
Okrožje Võru (estonsko: Võru maakond ali Võrumaa, Võro : Võro maakund ali Võromaa) je okrožje (maakond) v jugovzhodni Estoniji.

## Zemljepis
Nahaja se na skrajnem jugu Estonije in meji na severu na okrožji Valga in Põlva. Na jugu tvori državno mejo z Latvijo.

## Politika
Po zakonu z dne 13. Decembra 1995 je guverner imenovan v soglasju z lokalno vlado na predlog predsednika vlade.

### Guverner
Guverner vodi poslovanje okrožne uprave, zastopa interese države in ima nalogo zagotavljati uravnotežen razvoj okrožja. Koordinira sodelovanje regijskih podružnic ministrstev in drugih upravnih organov ter lokalne uprave. Odgovoren je tudi za razdelitev in uporabo državnega premoženja v okrožju, odobrava predlagane proračune državnih organov in spremlja njihovo skladnost.
Nadzira delo občin v okraju in zastopa okraj na sodišču.
Guverner je za svoje dejavnosti odgovoren vladi Republike Estonije.

## Mesta in občine
Od upravne reforme leta 2017 dalje okrožje obsega 1 mesto in 4 občine.

### Mesta
- Võru ( Werro )

### Občine
- Võru
- Antsla
- Rouge
- Setomaa

### Nekdanje občine
- Antsla (Anzen)
- Haanja (Hahnhof)
- Lasva (Eichhof)
- Meremäe (Merremäggi)
- Misso (Illingen)
- Mõniste (Menzen)
- Sõmerpalu (poletne stojnice)
- Urvaste (urbs)
- Varstu (Warsto)
- Vastselinna (Neuhausen)

- Rouge
- Sõmerpalu
- 700 let star hrast Tamme-Lauri blizu Urvaste
- Vastseliina
- Võru

## Pobratena mesta
- Finska – Halsua, od 1989
- Finska – Kaavi, od 1990
- Finska – Kaustinen, od 1989
- Finska – Nilsiä, od 1990
- Finska – Perho, od 1989
- Finska – Rautavaara, od 1990
- Finska – Ullava, od 1989
- Finska – Vehmaa, od 1990
- Finska – Veteli, od 1989[2]

## Turistične atrakcije
- Grad Kirumpää [3]
- Leseni megafoni v narodnem parku Pähni [4] [5]
- Cerkev sv. Katarine v Võru [6]
- Stolp Suur Munamägi  [7] [8]

## Osebnosti
- Moses Wolf Goldberg je odraščal v Võruju